# Eta Linnemannová
Eta Linnemannová (19. října 1926 – 9. května 2009) byla německá profesorka teologie, která se ve svém bádání věnovala Novému zákonu a posléze kritice historicko-kritické metody v biblistice.
Linnemannová byla žákyní Rudolfa Bultmanna a dalších předních liberálních teologů. Působila na univerzitě v Braunschweigu, byla členkou Společnosti pro studium Nového zákona. Po svém obrácení koncem 70. let 20. století se radikálně rozešla s historicko-kritickou metodou a patří k jejím předním kritičkám. Od roku 1983 vyučovala na Biblickém institutu v indonéském Batu.

## Dílo
- Gleichnisse Jesu – tento spis později zavrhla;
- Studien zur Passionsgeschichte – tento spis později zavrhla;
- Bibelkritik auf dem Prüfstand - Wie wissenschaftlich ist die «wissenschaftliche Theologie»?;
- Gibt es ein synoptisches Problem?;
- Original oder Falschung? Historisch-kritische Theologie im Licht der Bibel. – popularizující studie, česky vyšla roku 2004 nákladem Matice cyrilometodějské pod názvem Originál nebo padělek? Historicko-kritická teologie ve světle Bible.